# Argila
 Argila est un film allemand réalisé par Werner Schroeter en 1968.

## Synopsis
Trois femmes autour d'un homme mutique.

## Commentaire
Débutant, Werner Schroeter, procède à une mise en abime sophistiquée des personnages et des images par une double projection, l'une en noir et blanc muette, l'autre sonore et en couleurs, avec quelques secondes de décalage, qui n'est pas sans rappeler le Wharhol de Chelsea Girls.

## Fiche technique
- Titre : Argila
- Réalisation : Werner Schroeter
- Scénario : Werner Schroeter
- Montage : Werner Schroeter
- Photographie : Werner Schroeter
- Producteur : Werner Schroeter
- Genre : expérimental, underground
- Format : 16mm, double projection.Couleur et noir et blanc.
- Pays d'origine :  Allemagne de l'Ouest
- Durée : 36 minutes

## Distribution
- Magdalena Montezuma
- Carla Egerer (sous le nom de « Carla Aulaulu »)
- Sigurd Salto
- Gisela Trowe